# Vientiane
Vientiane (forma portuguesa em desuso Vienciana; em lau: ວຽງຈັນ, translit.: Viang-chan, pronunciado: [ʋíəŋ tɕàn]; em francês:  Vientiane, pronunciado: [vjɛ̃ˈtjan]) é a capital e a maior cidade do Laos. Está localizada às margens do rio Mekong, que faz fronteira com a Tailândia neste ponto. As informações sobre o número de habitantes variam muito, mas estima-se que há pelo menos 200 000 pessoas no município (e 800 000 na região metropolitana, dados de 2005), o que corresponde a 10% da população do país.
Sri Sattanak ou Sisattanak (em lao: ສີສັດຕະນາກ) também são nomes nativos de Vientiane.

## Distritos
Vientiane compreende os seguintes distritos:
- Chantabuly
- Hadxaifong
- Sikhottabong
- Sisattanak
- Xaysetha

## Economia
Vientiane é a principal força motriz por trás da mudança econômica, tornando-se o centro econômico do Laos. Nos últimos anos, a cidade tem experimentado um rápido crescimento econômico devido o investimento estrangeiro.

### Turismo

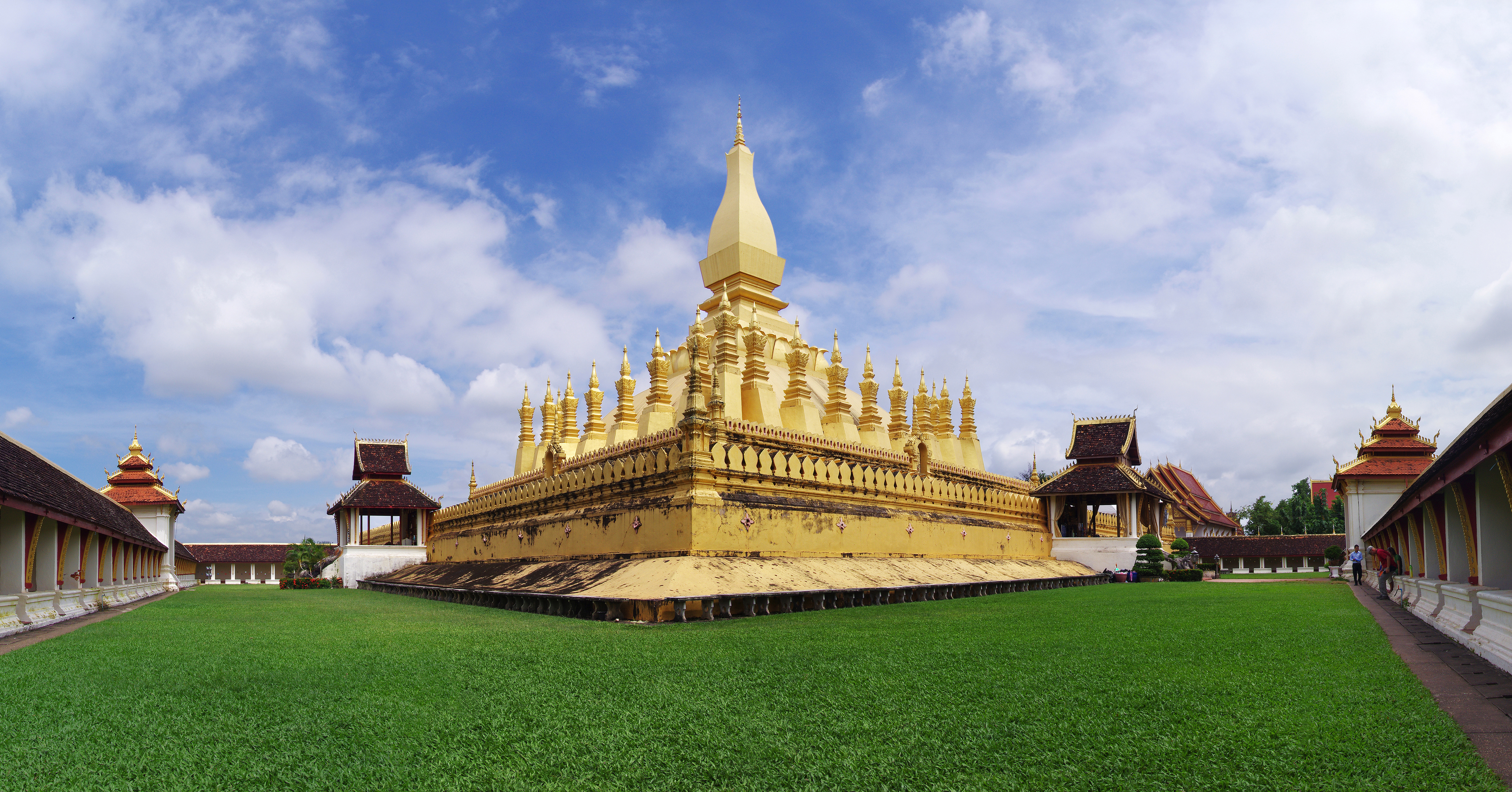
Pha That Luang.

Apesar de ainda ser uma cidade pequena, a cidade vive um grande afluxo de turistas. Vientiane contém muitos templos e monumentos budistas, como Pha That Luang, uma estupa budista e um dos mais famosos no Laos. É o monumento cultural nacional mais importante e muito popular entre os turistas estrangeiros. O original foi construído em 1566 pelo rei Setthathirath, e foi restaurado em 1953. O stupa de ouro possui 45 metros de altura e acredita-se conter uma relíquia do Buda.
Outra atração turística que também é popular entre os turistas é Wat Si Muang. O templo foi construído sobre as ruínas de um templo Khmer Hindu, sobre o que pode ter sido um salão de ordenação. Foi construído em 1563 e acredita-se que é guardado pelo espírito de uma garota local chamada "Si" . a lenda diz que Nang Si, que estava grávida na época, pulou para a morte como um sacrifício, assim como o pilar que estava sendo abaixado para o buraco. Em frente ao templo, está erguida uma estátua do rei Sisavang Vong.
O monumento memorial Patuxai, começou a ser construído em 1957 e concluído em 1968, sendo talvez o marco mais importante na cidade. Enquanto o Arco do Triunfo em Paris inspirou a arquitetura, o design incorpora elementos típicos do Laos, incluindo A "Kinnari", uma mulher-pássaro mítico. Visitantes energéticos podem subir até o topo do monumento, o que revela uma excelente vista panorâmica da cidade.
Buddha Park foi construído em 1958 por Luang Pu Bunleua Sulilat e contém uma coleção de esculturas budistas e hindus, espalhadas entre jardins e árvores. O parque foi construído a cerca de 28 quilômetros ao sul de Vientiane, na beira do rio Mekong.

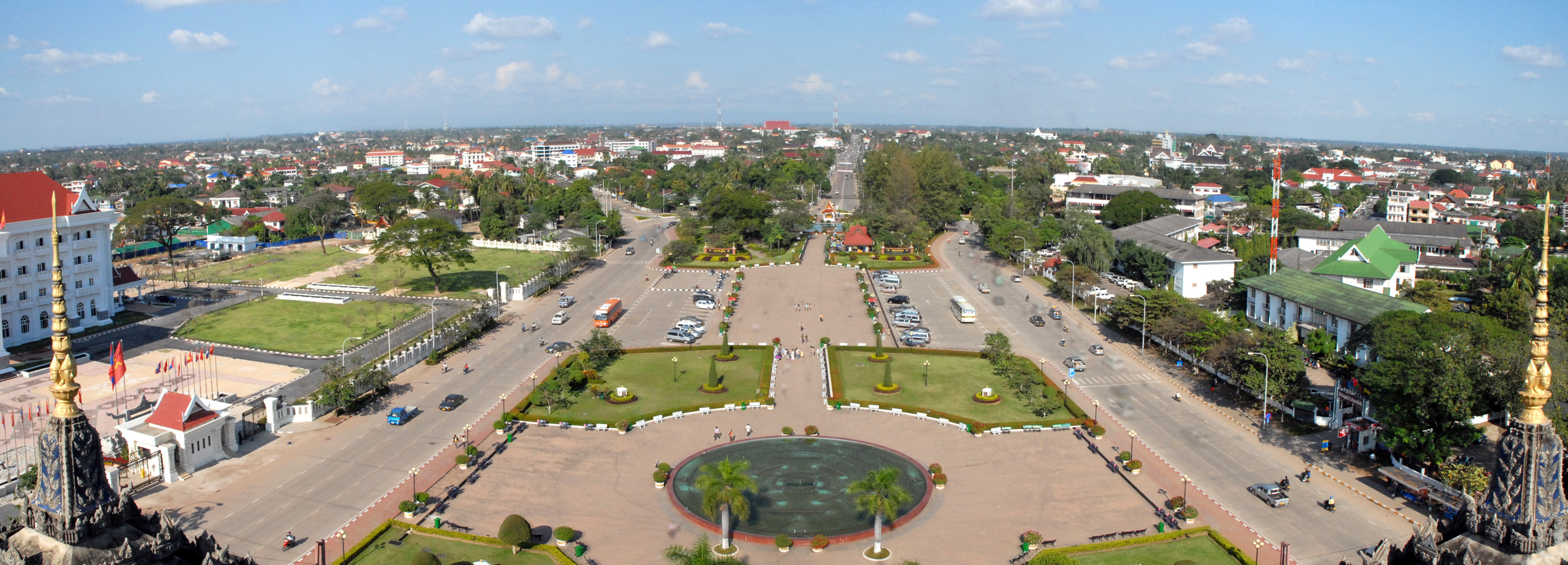
Vista de Vientiane a partir do Patuxai.

## Transportes
A Ponte da Amizade Thai-Lao, construída na década de 1990, cruza o rio a poucos quilómetros da cidade de Nong Khai, na Tailândia, e é o principal caminho entre os dois países. Trilhos de uma ferrovia internacional atravessam a ponte, podendo-se viajar de trem até Bangkok, a capital da Tailandia. O nome oficial da ponte foi alterado em 2007 pela adição de "Primeira", antes de "Ponte da Amizade".
Em 2006, uma segunda ponte, de 1 600 metros e que levou três anos para ser construída, ligando Mukdahan na Tailândia com Savannakhet no Laos foi inaugurada, numa cerimónia assistida por 10 000 pessoas, com a presença de governantes dos dois países.

## Cidades-irmãs
- Bangcoc, Tailândia
- Chatigão, Bangladexe
- Phnom Penh, Camboja
- Orlando, Estados Unidos
- Ho Chi Minh, Vietnã
- Cirebon, Indonésia